# Famille Bettoni
Pour les articles homonymes, voir Bettoni (homonymie).
La famille Bettoni est une famille d'origine celte, viking  et lombarde, patricienne installée par la suite durablement à Venise et anoblie. 

## Historique
L'étude de ses origines est actuellement en cours par l'association de l'étude des Haplogroupes Y et de l'ADN mitochondrial de plusieurs de ses membres, rendue possible grâce à la création du Projet génographique, qui étudie les migrations humaines depuis les origines humaines, et de la généalogie.

Par l'entremise de Lorenzo Bettoni, négociant, anobli le 18 février 1684 à Venise, elle fut la première à délier bourse pour financer la guerre de la république de Venise contre les turcs Ottomans et ainsi accéder à la noblesse vénitienne, en offrant 10 000 ducats. 

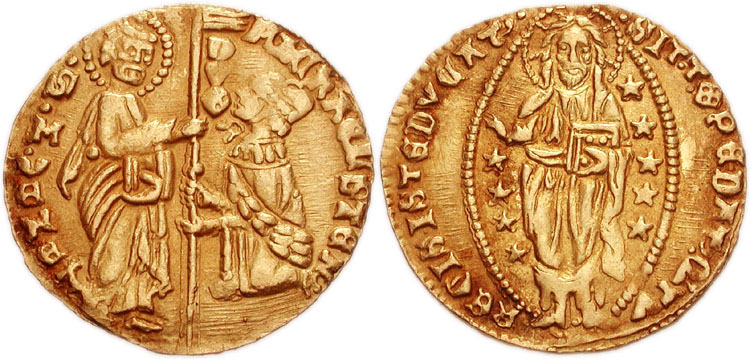
Ducat vénitien, début du XIVe siècle

Son oncle Luigi Bettoni, moine dominicain, fut longtemps un prédicateur renommé de la Place Saint Marc de Venise.
Nicolo Bettoni, né le 24 avril 1770, imprimeur, éditeur et typographe, ami de Firmin Didot voyage en Europe, où il est présenté à l'empereur Ferdinand Ier d'Autriche et au Tsar Nicolas Ier de Russie, puis à Paris, où il rencontre le vicomte François-René de Chateaubriand, à Genève et à Londres en compagnie de son frère Giovanni Bettoni entre 1832 et 1846.

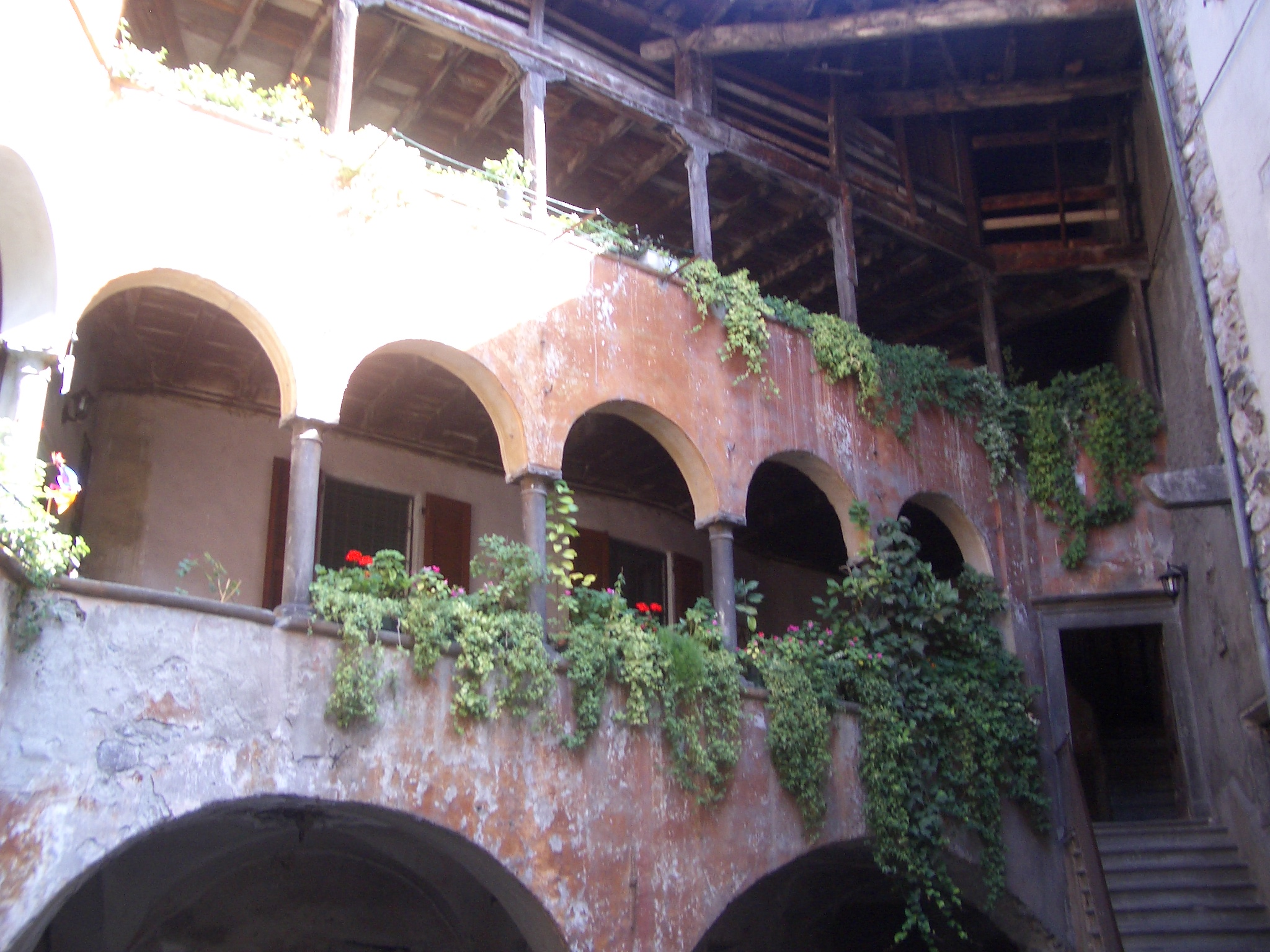
Casa Bettoni antico palazzo in Bienno

Francesco Bettoni Cazzago, né le 7 avril 1835 à Brescia, mort le 12 mai 1898, fils de Giacomo Bettoni et de  Maria Cazzago, écrivain et professeur à l'université de Padoue, frère du futur Sénateur Ludovico Bettoni, a rédigé de nombreux ouvrages sur Brescia dont il fut aussi le Maire.
Federico Bettoni, comte de Cazzago (né à Brescia le 10 février 1865, mort à Florence le 10 juillet 1923) fut le président de l'hôpital civil de Brescia, Président de la Croix-Rouge italienne, et membre du conseil d'administration de la Banque Commerciale italienne (1920-1923), grand officier de l'ordre des Saints-Maurice-et-Lazare et chevalier de l'ordre de Malte.

Le palais Bettoni Cazzago sur la place Bruno Boni à Brescia

Son fils, Alessandro Bettoni Cazaggo (né le 7 novembre 1892 à Brescia, mort à Rome le 28 avril 1951), grand cavalier et militaire de carrière, a participé aux Jeux olympiques de Londres en 1948.
Venant d'une autre branche bresciane, d'origine, apparentée , Maria Bettoni de Bienno (et son époux Battista Panteghini) ont cédé leur usufruit du palais Simoni-Fè Montholon à la municipalité de Bienno en 1988 qui l'a transformé en bibliothèque municipale et centre culturel.
La famille du comte Bettoni Cazzago actuel habite toujours la Villa Bettoni de Gargnano sur les bords du lac de Garde  et exporte le Franciacorta, issu de cépages Chardonnay et Pinot, produits par leur Azienda de Cazzago San Martino partout dans le monde.

## Armes

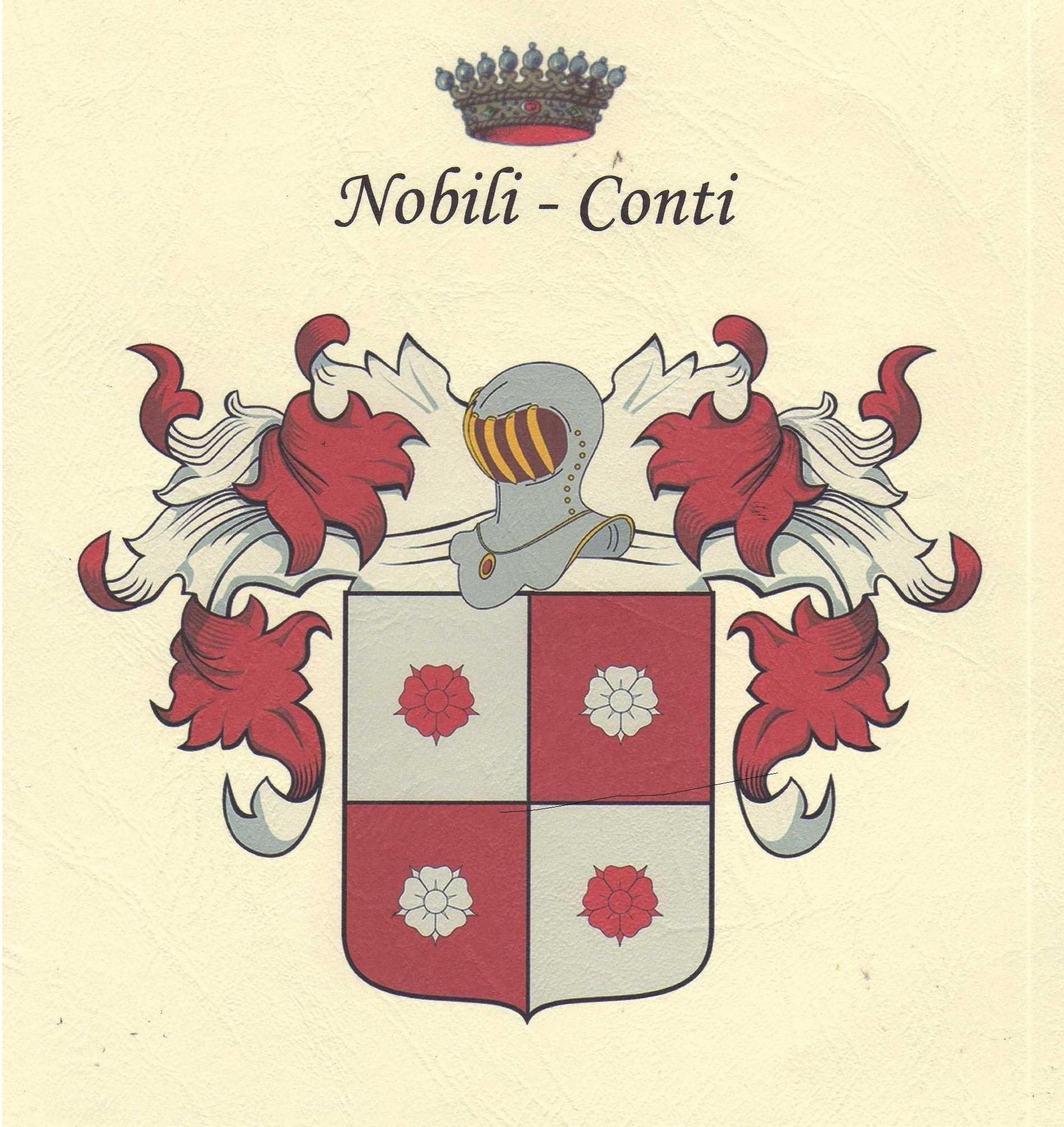
un écu écartelé d'argent et de gueules avec quatre roses sur les quartiers de l'un en l'autre